# Flemming Flindt
Flemming Ole Flindt (født 30. september 1936 i København, død 3. marts 2009 i Sarasota, Florida, USA) var en dansk balletdanser, koreograf og balletmester.

## Biografi
Flindt blev uddannet på Det Kongelige Teaters Balletskole og i Paris. Han blev engageret til Den Kongelige Ballet og endte sin dansekarriere som solodanser samme sted med en række gæsteoptrædener på store udenlandske scener.
I perioden 1966-78 var han balletmester ved Den Kongelige Ballet, og blandt hans opsætninger i den periode vakte især balletten Dødens Triumf fra 1972 stor opmærksomhed. I den optrådte der i visse scener nøgne dansere, herunder balletmesteren selv og hans daværende kone, Vivi Flindt, lige som rockgruppen Savage Rose lavede musikken til den. Balletten blev en stor succes lige som flere af hans andre opsætninger i perioden. I 1978 dannede han sit eget balletkompagni, der havde premiere med Salome. Få år senere blev Flemming Flindt ansat som balletmester ved balletten i Dallas, USA. Senere fungerede han som freelance koreograf, inden han i 1991 vendte tilbage til Det Kongelige Teater.
Flindt blev udnævnt til Ridder af Dannebrog i 1974 og blev senere Ridder af 1. grad. Han er begravet på Frederiksberg Ældre Kirkegård.